# パボトーク
パボトークは、フジテレビで2008年4月2日深夜に放送された、特別番組。

## 内容
フジテレビ系列で放送されているクイズ番組『クイズ!ヘキサゴンII』から生まれたユニット“Pabo”の初冠番組。
おバカ娘の3人が「ええ女」と「賢さ」をゲストを迎え学ぶ。

## 出演
メイン司会
- Pabo
  - 里田まい（カントリー娘。）
  - スザンヌ
  - 木下優樹菜

ゲスト
- 市田ひろみ
- 茂木健一郎

進行
- 牧原俊幸（フジテレビアナウンサー）

## その他
この番組の後に続けて『クイズ!ヘキサゴンII 特別編 京都で出会った人に感謝!全て見せますスペシャル!!』というタイトルで2008年2月20日及び3月5日に放送されたクイズ!ヘキサゴンII京都旅行スペシャルの上地雄輔・野久保直樹・スザンヌの「京都フリープランの旅」の未公開映像が放送された。